# Penthea intricata
Penthea intricata là một loài bọ cánh cứng trong họ Cerambycidae.